# John Runciman

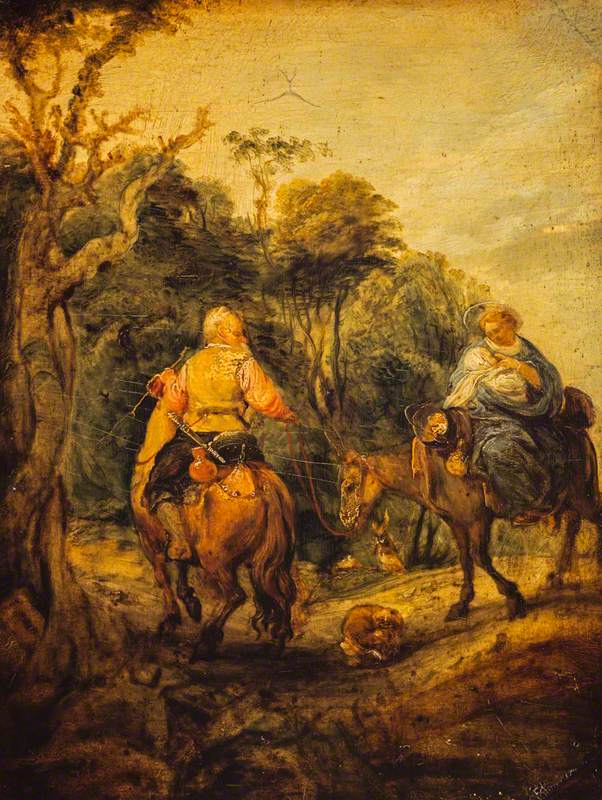
Ucieczka do Egiptu

John Runciman (ur. 1744 w Edynburgu, zm. w 1768 lub 1769 w Neapolu) – szkocki malarz dzieł o tematyce biblijnej i literackiej.
Urodził się w Edynburgu, był młodszym bratem malarza Alexandra Rucimana. Zachowały się nieliczne jego dzieła, m.in. namalowana w Edynburgu Ucieczka do Egiptu (Szkocka Galeria Narodowa), gdzie widoczny jest wpływ Rembrandta. Towarzyszył bratu w podróży do Rzymu w 1766. W 1767 namalował Króla Leara wśród burzy, dzieło inspirowane sztuką Shakespeare’a. W tym samym roku przeniósł się do Londynu, a po kilku miesiącach do Rzymu, gdzie stworzył swój autoportret, rycinę Powrót syna marnotrawnego i rysunki. W 1768 roku zachorował na suchoty i zniszczył wiele swoich dzieł, po części w wyniku twardej krytyki malarza Jamesa Nevaya. Zmarł młodo w Neapolu w 1768 lub 1769.